# ザアザア
ザアザア（英：xaa-xaa）は、日本のヴィジュアル系ロックバンド。2014年結成。

## 概要
サアサアセッションを経て2014年12月3日にアメリカ村CLAPPERで始動ワンマンライブを行う。
ファンの呼称は「中毒者」。作曲はメンバー全員で手掛ける。

## メンバー
- 一葵（かずき）
  - 高知県出身。2月5日生まれ。血液型はAB型。ボーカル担当。作詞も手掛ける。
  - 影響を受けたバンドはMUCC。[3]
  - 初めて観たライブはNIGHTMAREであった。当時の髪型がヴィジュアル系に相応しくないと零夜が難色を示したため、銀髪のウィッグを被せられてのライブ参戦となった。
  - 多趣味であることを公言しており、過去はマジックギャザリングにハマっていたこともある。
  - 過去一番ラッキーであったことは、ポケットモンスターベストウィッシュの一番くじでダブルチャンス賞に当選したこと。
  - コーヒーやレッドブルなどのカフェイン飲料を好む。一番のお気に入りはひまわり乳業のひまわりコーヒー。
  - ベースの零夜（れいや）は実兄。

- 春芽（はるが）
  - 長崎県出身。香川県育ち。1月11日生まれ。血液型はA型。星座山羊座。ギター担当。
  - 生まれ年については公表されていないが、2021年7月17日放送の有吉反省会に出演した際に32歳であると発言した。
  - かつてはイベント会社で移動車の運転等々の業務をこなしていた。また、うどん屋・讃岐のこころで店長として働いていたことからファンの名称は「従業員」。
  - 一葵（ボーカル）がザアザアに誘いバンドを組むことに。
  - 音楽に興味を持つきっかけはhide。
  - 白いチワワを飼っていた。名前は「うどん」
  - ヴィジュアル系に名前が「春」の人が多く、唯一無二になりたいという理由から2022年1月11日をもって「春」から「春芽」に改名。

- 零夜（れいや）
  - 高知県出身。6月8日生まれ。血液型はAB型。ベース担当。
  - 影響をうけたバンドはDIR EN GREYや黒夢。[3]
  - ボーカルの一葵（かずき）は実弟。

- 亞ん（あん）
  - 長野県出身。3月26日生まれ。血液型はA型。ドラム担当。
  - サポートメンバーを経たのち、2017年9月17日に正式加入。
  - ムードメーカーであり、トークのMCを行うことも多い。
  - 大食いが趣味。

### 旧メンバー
- ロ弍（ロジ）
  - ドラム担当。
  - ザアザア以前から一葵（ボーカル）零夜（ベース）とバンドを組んでいた。
  - 2017年8月11日のバースデーワンマンをもって脱退。

## ディスコグラフィー

### シングル
- うそつき（2014年12月1日）
- どしゃ降りの彼女（2015年6月1日）
- 雪時計（2015年11月1日）
- うそつき（Rerecording ver.)（2015年12月3日）
- したいだけでしょ？（2016年3月23日）
- カミソリ（2016年9月7日）
- どす黒い（2016年10月5日）
- ○と×（2017年7月26日）
- アサガオが泣いてる（2017年11月22日）
- 赤色（2018年2月28日）
- のろいうた（2018年5月23日）
- マザレナイ（2018年8月8日）
- ラブレター（2018年12月5日）
- 死んじゃったポチの話（2019年3月20日）
- 破裂（2019年7月24日）
- 水没（2019年8月14日）
- イライラする雨（2020年2月5日）
- ホラー（2020年4月22日）
- 明日晴れるといいな（2020年6月7日）
- 冷凍人間（2020年12月16日）
- 毒チョコ（2022年2月16日）
- カクレンボッチ(2022年6月29日)
- 月夜見(2022年11月30日)
- アル中(2022年11月30日)　※サプライズシングル
- 蜘蛛の糸(2023年4月26日)
- 被写体は死体(2023年7月26日)
- ドロー(2023年10月11日)

### ミニアルバム
- コワイクライ（2015年3月1日）
- 死にたい（2015年9月1日）
- 雨に殺される（2016年5月25日）
- みんながうた（2019年10月30日）
- 愛「」（2020年9月23日）
- 五月病（2021年5月5日）

### アルバム
- 中毒症状（2016年3月23日）※ベストアルバム
- 不幸な迷路（2017年3月15日）
- 中毒症状〜二〜（2019年12月11日）※ベストアルバム
- 失敗作（2021年10月6日）

### ビデオ
- 晴れのち雨のち曇りのち嵐（2017年6月7日）
- 4周年ワンマンライブ「雨の日」 2018.12.25 渋谷WWW（2019年3月20日）
- カクレンボッチ - DVD盤（2022年6月29日）

### その他
- 反骨ドッグ（2018年5月5日）※ライブ会場限定販売
- 闇と桜 (MV公開2022年8月10日/サブスク配信2022年8月11日)※音源未発表

## タイアップ
| 曲名   | タイアップ                                                        |
| ------ | ----------------------------------------------------------------- |
| ドロー | TVアニメ「デュエル・マスターズ WIN 決闘学園編」エンディングテーマ |

## 主なライブ

### ワンマンライブ・主催イベント
| 開催日                      | タイトル                                                                             | 備考 |
| --------------------------- | ------------------------------------------------------------------------------------ | ---- |
| 2016年4月2日〜4月16日       | ザアザア主催イベント ベストアルヴァム & シングル発売記念ツアー「みんなとしたいだけ」 |      |
| 2016年8月2日〜8月13日       | ザアザア夏ツアー2016 「幽霊より怖い人間達」                                          |      |
| 2016年9月4日〜9月24日       | DADAROMA/ザアザア 2MAN TOUR 2016 「かずきとよしあつ」                                |      |
| 2016年11月15日〜11月20日    | Ains PRESENTS ゴシップVSザアザア 「闇ト病ミ」                                        |      |
| 2016年12月3日〜2017年1月8日 | ザアザア 二周年記念 ワンマンツアー「血祭り」                                         |      |
| 2017年6月7日                | ザアザア主催イベント「雨雨雨雨雨」                                                   |      |
| 2017年8月19日               | ザアザア主催イベント「道場破り～大阪編～」                                           |      |
| 2017年8月24日               | ザアザア主催イベント「道場破り～東京編～」                                           |      |
| 2017年8月29日〜9月24日      | DADAROMA/ザアザア 2マンツアー2017「帰ってきたかずきとよしあつ」                      |      |
| 2018年2月16日               | ザアザア vs シビレバシル 2MAN「雨…時々、雨」                                         |      |
| 2018年5月5日〜6月27日       | DADAROMA×ザアザア×RAZOR×GRIMOIRE「TOUR 2018 火炎瓶」                                 |      |
| 2019年1月11日               | 春生誕ワンマンライブ「ばろん デ うどん」                                             |      |
| 2019年2月5日                | 一葵生誕ワンマンライブ「オーダーメイド」                                             |      |
| 2019年4月4日〜4月16日       | ザアザア×DADAROMA 2MAN TOUR 「かずきとよしあつ?」                                    |      |